# Daisy, Georgia
Daisy är en ort i Evans County i delstaten Georgia, USA.